# Famille Donckier de Donceel
Cette page explique l’histoire ou répertorie les différents membres de la famille  Donckier de Donceel.
La famille Donckier de Donceel, Donchierf de Donceel ou encore de Doncel, est issue du Pays de Liège.

## Origine
La famille Donckier de Donceel est une famille de noblesse ancienne du Pays de Liège. L'origine de la famille est discutée selon les auteurs. Le baron de Fumal, généalogiste impérial vers 1680,  affirme avoir vu un vieux registre qui montrait que la famille Donchier de Donceel  descendait des comtes d'Alsace. Il est possible en effet qu'elle soit une branche des Dommartin de Warfusée issus des comtes de Dasbourg-Moha. Pour l'abbé Maréchal, en revanche, la famille de Donceel aurait porté primitivement le nom de Hodeige de Donchierf, du nom de la localité hesbignonne qui fut le berceau de la famille. Elle habitait, en effet, dès le XIVe siècle un château non loin de l'église de Hodeige (Remicourt), disparu depuis. Les Hodeige auraient été dits Doncher de Donceel.
Ce qui paraît certain, c'est que le petit village de Donceel en Hesbaye est encore intitulé au XIIIe siècle dans diverses chartes Donumcyrici, devenu Doncyr et en wallon Donchiel, Donceel ou Donchierf. Donckier et Donceel sont donc deux façons différentes de dire une même réalité.

## Armes
Les Donceel, anciennement Donchierf ou Donckier, font partie d'une famille dont les multiples branches ont brisé leurs armes d'une manière ou d'une autre et auraient pris le nom des seigneuries qu'elles possédaient. Citons entre autres les de Hemricourt, de Laminne, de Haweau, de Stier, etc. Par ailleurs, Jean de Haneffe déclare en 1327 que ses prédécesseurs ont tenu en franc-alleu depuis un temps immémorial les villages de Haneffe, Donceel et Stier.

## Histoire
Le plus ancien Donceel dont la filiation est connue est Jean de Donceel, qui est intitulé chevalier dans différents actes de reliefs qui se sont faits à la cour féodale de la principauté épiscopale de Liège en 1313-1326 au titre des terres de Waroux, Alleur et Vinalmont. Ce Jean eut au moins deux fils dont Hustin, auteur des suivants. L'autre, Jean, fut abbé de Wafsort (Waulsort).
Les Donckier de Donceel portent de gueule à la bande d'or et pour cimier une tête de levrette de gueule colletée d'or. Certains membres de la famille ont brisé les armes en chef d'une molette d'or à cinq ou six pans. La devise de la famille était Virtute et armis .
Au cours des premiers siècles, elle s'est souvent alliée aux d'Hemricourt, Blavier de Hodeige, de Lens, de Ryckel, de Hognoul, de Hanneffe, de Richelle, de Warfusée, de Longchamps, de Mérode, de Hinisdael, de Sombref, de Gerbehaye…
Plusieurs membres de cette famille ont marqué l'histoire de la région de Liège.

## Personnages

### Godefroid de Donceel de Hognoul
Godefroid de Donceel de Hognoul naquit en 1657 à Villers-l'Evêque. Il était le fils unique de Wéry de Donceel et de Christine (de) Malaise. Homme de guerre, capitaine à 28 ans, il reçut ensuite du roi Louis XIV le commandement d'une compagnie de carabiniers du régiment de Manderscheydt (Royal-Allemand) à la bataille de Neerwinden en 1693  où il fut blessé et perdit des doigts. Il devint colonel de cavalerie et aide-de-camp du Dauphin. Louis XIV lui offrit « des pensions considérables » et lui concédât, en 1700, des lettres de réhabilitation de noblesse avec le titre de chevalier de Doncel (sic) pour lui et ses descendants. Il avait épousé en avril 1697 à Valenciennes sa cousine germaine Eléonore Malaise dite de Xhendremael. Elle descendait des familles de Beaureward et Pollart, issues d'ancienne noblesse en Hesbaye.
Godefroid a brisé ses armes en chef d'une fleur de lys d'or et a été fait chevalier de Saint-Louis le 2 février 1705.

### Arnold-Godefroid de Donceel
Arnold-Godefroid de Donceel, petit-fils du précédent, fut un des membres éminents du Conseil de la cité de Liège à l'époque de la Révolution française et de la révolution liégeoise. Avocat célèbre et pro-révolutionnaire, il avait rédigé des mémoires juridiques en faveur des patriotes. Il fut élu corégent de Liège en 1790 avec Fabry. On conserve une partie de sa correspondance. Entre autres choses, ce dernier s'opposa au nom du Conseil aux dernières propositions du prince de Metternich et fut nommé colonel du 1er régiment de la garde nationale de Liège.  Mais l'empereur germanique, face aux refus des insurgés de rétablir l'Ancien Régime, envoya des troupes dans la principauté et la réaction s'organisa à Liège. Arnold-Godefroid mourut en exil entouré des « patriotes »  le 19 janvier 1791 à Givet.

### Arnold-Ferdinand Donckier de Donceel
Arnold-Ferdinand Donckier de Donceel (Liège, 1761 – Saint-Josse-ten-Noode, 1840) s'engagea au service de la France et fit toutes les campagnes de la République et de l'Empire. Membre du Conseil de la cité de Liège. Après la chute de Napoléon, il revint en Belgique. En 1830, il épousa la cause nationale belge et accepta le commandement de la place de Liège. Il fut élevé au grade de général et entra à la Haute-Cour militaire comme conseiller. En outre, il était un inventeur ingénieux et célèbre, spécialisé dans le sauvetage des naufragés en mer.

### Xavier-Ernest Donckier de Donceel
Xavier-Ernest Donckier de Donceel (Ledeberg, Gand, 1871 – Kilo-Moto, république démocratique du Congo, 1898), lieutenant de la Force publique, est un des pionniers de l'État indépendant du Congo. Il mourut par accident après plusieurs expéditions qu'il commandait contre des rebelles vers l'Uele et les lac Albert et[Quoi ?], parti rejoindre le commandant Henri, sur ordre du baron Francis Dhanis et après avoir fondé la Moudria [Quoi ?] Prince-Albert.

### Charles Donckier de Donceel
Charles Donckier de Donceel (1802, Cheratte, Liège – 29 juin 1888, Bruxelles) entomologiste belge spécialiste des lépidoptères et des cloportes. Il écrivit en 1820 un « Catalogue des Lépidoptères de Belgique » (dans Annales de la Société entomologique de Belgique, 26, p. 5-161) et beaucoup d'autres articles dans la même revue. Il était membre de la Société royale belge d'entomologie.

### Henri Donckier de Donceel
Fils du précédent, Henri Donckier de Donceel (1854-1926) est d'abord aide-naturaliste au musée royal de Bruxelles. Membre de la Société entomologique de France en 1879, il en démissionne bientôt, quoiqu'il parte s'établir à Paris, où on le retrouve en 1885 associé à Henri Deyrolle. En 1894, il reprend seul l'affaire, adhère de nouveau à la Société entomologique de France et devient l'un des plus grands marchands d'insectes d'Europe. À ce titre, il est l'un des fournisseurs réguliers du laboratoire d'entomologie[Lequel ?]. À la fin de sa vie, il s'associe avec le jeune Clermont. De sa collection privée, mise en vente par ce dernier, Maurice Pic put acquérir les chrysomélides.

## Hommage
La rue Donceel dans le centre de Liège rend hommage à la famille.

## Pour approfondir